# Ярцевский сельсовет
Ярцевский сельсовет — сельское поселение в Енисейском районе Красноярского края Российской Федерации.
Административный центр — село Ярцево.

## Население
| 2010 | 2012  | 2013  | 2014  | 2015  | 2016  | 2017  |
| ---- | ----- | ----- | ----- | ----- | ----- | ----- |
| 1770 | ↘1676 | ↘1584 | ↘1553 | ↘1531 | ↘1489 | ↘1435 |

## Состав сельского поселения
| № | Населённый пункт | Тип населённого пункта       | Население |
| - | ---------------- | ---------------------------- | --------- |
| 1 | Напарино         | посёлок                      | ↗4        |
| 2 | Нижнешадрино     | деревня                      | ↘32       |
| 3 | Фомка            | деревня                      | ↘86       |
| 4 | Ярцево           | село, административный центр | ↘1367     |

## Местное самоуправление
Ярцевский сельский Совет депутатов
Дата избрания: 14.03.2010. Срок полномочий: 5 лет. Количество депутатов: 10
Глава муниципального образования
- Колесникова Наталья Владимировна. Дата избрания: 14.03.2010. Срок полномочий: 5 лет